# Chorispora purpurascens
Chorispora purpurascens là một loài thực vật có hoa trong họ Cải. Loài này được (Banks & Sol.) Eig mô tả khoa học đầu tiên năm 1937.